# Canarium merrillii
Canarium merrillii är en tvåhjärtbladig växtart som beskrevs av Herman Johannes Lam. Canarium merrillii ingår i släktet Canarium och familjen Burseraceae. Inga underarter finns listade i Catalogue of Life.